# Comfort and Joy
Comfort and Joy – album z muzyką filmową skomponowaną przez Marka Knopflera do filmu Radość i osłoda (Comfort and Joy).

## Lista utworów
Lista według Discogs:    
| 1. | Comfort – Theme from Comfort and Joy | 2:26  |
|    |                                      |       |
| 2. | Joy                                  | 4:15  |
|    |                                      |       |
| 3. | A Fistful of Ice-cream               | 4:35  |
|    |                                      |       |
|    |                                      | 11:16 |
|    |                                      |       |